# Idiops gracilipes
Idiops gracilipes är en spindelart som först beskrevs av Hewitt 1919.  Idiops gracilipes ingår i släktet Idiops och familjen Idiopidae. Inga underarter finns listade i Catalogue of Life.